# Close Harmony (Kurzfilm)
Close Harmony ist ein US-amerikanischer Dokumentar-Kurzfilm von 1981 von Nigel Noble, der den Film auch produzierte und bei den 54. Academy Awards 1982 mit einem Oscar belohnt wurde.

## Inhalt
Ein Kinderchor, gebildet aus Viert- und Fünftklässlern der Brooklyn Friends School, einer Schule der Quäker, und Rentnern eines jüdischen Seniorenzentrums in Brooklyn, kommt zu einem gemeinsamen Konzert zusammen, wie das schon seit Jahren Brauch ist.
Sowohl die Kinder als auch die Senioren haben über mehrere Monate jeweils getrennt voneinander für das Konzert geübt. Über Briefe kommunizierten sie miteinander und trafen sich schließlich zu einer Probe, bevor das Konzert auf dem Programm stand. Den Kindern gelang es so, Vorurteile gegenüber älteren Menschen abzubauen und diesen, sich wieder besser auf junge Menschen einzustellen. Das Hauptaugenmerk des Films richtet sich auf das Zusammenspiel zwischen jungen und alten Menschen und ihre jeweilige Sichtweise und wie sie sich verändern kann.

## Produktion, Hintergrund
Es handelt sich um eine Produktion von Noble Enterprises, herausgegeben durch Joan Emma Morris. Die Filmaufnahmen entstanden in der Brooklyn Friends School in Brooklyn sowie in New York und im Council Center für Senioren in Brooklyn.
Einige der Kinder, die im Chor mitsangen, gingen später in die Unterhaltungsindustrie. Nigel Noble kam die Idee zum Film, nachdem sein Sohn zu den Kindern gehörte, die zum Chor der Brooklyn-School gehört hatten. Es war auch seine Idee, Brieffreundschaften zwischen den Kindern und den Senioren für den Film zu entwickeln, um so schon vorab eine Verbindung zwischen beiden Gruppen herzustellen.

## Soundtrack
- To Life von Jerry Bock
- Do-Re-Mi, Musik: Richard Rodgers, Text: Oscar Hammerstein II
- The Rainbow Connection, Musik und Text: Paul Williams und Kenny Ascher
- The Sweetest Sounds von Richard Rodgers

## Auszeichnungen
Nigel Noble und der von ihm produzierte Film erhielten folgende Auszeichnungen:

bei den Christopher Awards 1981
- den Christopher Award

Internationales Filmfestival Mannheim-Heidelberg 1982
- den Interfilm Award (Honorable Mention)

bei den Academy Awards 1982
- den Oscar in der Kategorie „Bester Dokumentar-Kurzfilm“